# Campillo de Altobuey
Campillo de Altobuey es un municipio español de la provincia de Cuenca, en la comunidad autónoma de Castilla-La Mancha. Tiene una población de 1286 habitantes (INE 2024).

## Geografía
Enclavado en la Manchuela conquense, Campillo de Altobuey se ubica en el inicio de La Manchuela, una comarca dentro de la mancha conquense. La provincia de Cuenca se divide en tres grandes comarcas naturales: la Serranía, la Alcarria y La Mancha. Dentro de esta última se ubica La Manchuela, una comarca que abarca 29 municipios y que se sitúa al sureste de la provincia, limitando con las provincias de Albacete y Valencia.
Acceder a la localidad es muy sencillo a través de diversas carreteras. La principal, es la carretera CM-211 que une, de forma más rápida, Cuenca con la autovía A-3 en dirección a Valencia. A través de esta vía se puede acceder a la A-3 desde Campillo en tan solo 15 minutos, en la salida de la localidad de Minglanilla.
Cuando la dirección es Madrid, desde el cercano desvío de Motilla del Palancar, en un tiempo aproximado de 15 minutos. También podemos ir desde Motilla hasta la localidad de Honrubia para coger en este punto la A-3. Este recorrido lo hacemos a través de la N-3 y el tiempo empleado para llegar a Madrid se reduce en 15-20 minutos.
Campillo se sitúa a tan solo 9 km de Motilla del Palancar. A esta localidad se llega a través de la carretera CM-2202, también de reciente ejecución. 
En Campillo nace también la carretera CU-V-5014, cuyo destino es la localidad de Enguídanos.
Limita con los municipios de Motilla del Palancar, Gabaldón, Almodóvar del Pinar, Paracuellos, Enguídanos, Puebla del Salvador e Iniesta. 
Es el característico municipio castellano, en el que destaca su llamativa torre, visible desde varios kilómetros alrededor. 
La superficie total del municipio ronda los 173 km, tierras que encuentran en el norte, este y oeste alineaciones montañosas pertenecientes a la Cordillera Ibérica, pero que en el sur descubren la impresionante llanura manchega, sobre la cual se sitúan gran cantidad de viñedos.
La localidad se encuentra a 937 m sobre el nivel del mar, aunque está custodiada por dos pequeñas elevaciones montañosas cuyas cumbres más altas son Callejas por el oeste (con 1052 m de altitud) y el Chotil en el este (con 1016 m).
Campillo pertenece, hidrológicamente, a la cuenca del río Júcar, ya que está próximo a éste en dirección oeste y al valle del río Cabriel por el este. Por el término municipal no discurre ningún curso continuo de agua, si bien tiene varias ramblas y barrancos.
Su clima es mediterráneo continental templado, con temperaturas medias de entre 12 y 15 °C. Durante el verano, el clima seco y las temperaturas elevadas hacen que entre mediados de julio y principios de agosto el calor sea intenso. En invierno, los termómetros descienden durante la noche a temperaturas bajo cero, manteniéndose durante el día temperaturas muy suaves.
Las precipitaciones durante el año no suelen superar los 600 mm, siendo las estaciones más lluviosas las de la primavera.

## Demografía
Campillo de Altobuey cuenta con una población de 1286 habitantes (INE 2024).
| Gráfica de evolución demográfica de Campillo de Altobuey entre 1842 y 2021                                          |
| |
| Población de derecho según los censos de población del INE Población de hecho según los censos de población del INE |

Campillo, en 1900, contaba con 3423 habitantes, y llegó incluso en 1940 a los 3791. Las migraciones a las grandes ciudades (en su mayoría a Valencia, Madrid o Barcelona), en los años 1960, 1970 y 1980, hicieron que la población se redujese en 1600 habitantes en apenas 30 años. Esto hace que en épocas estivales y durante las fiestas en honor a la patrona, la población en Campillo se acerque a los 3000 o 4000 habitantes.[cita requerida]

## Administración y política

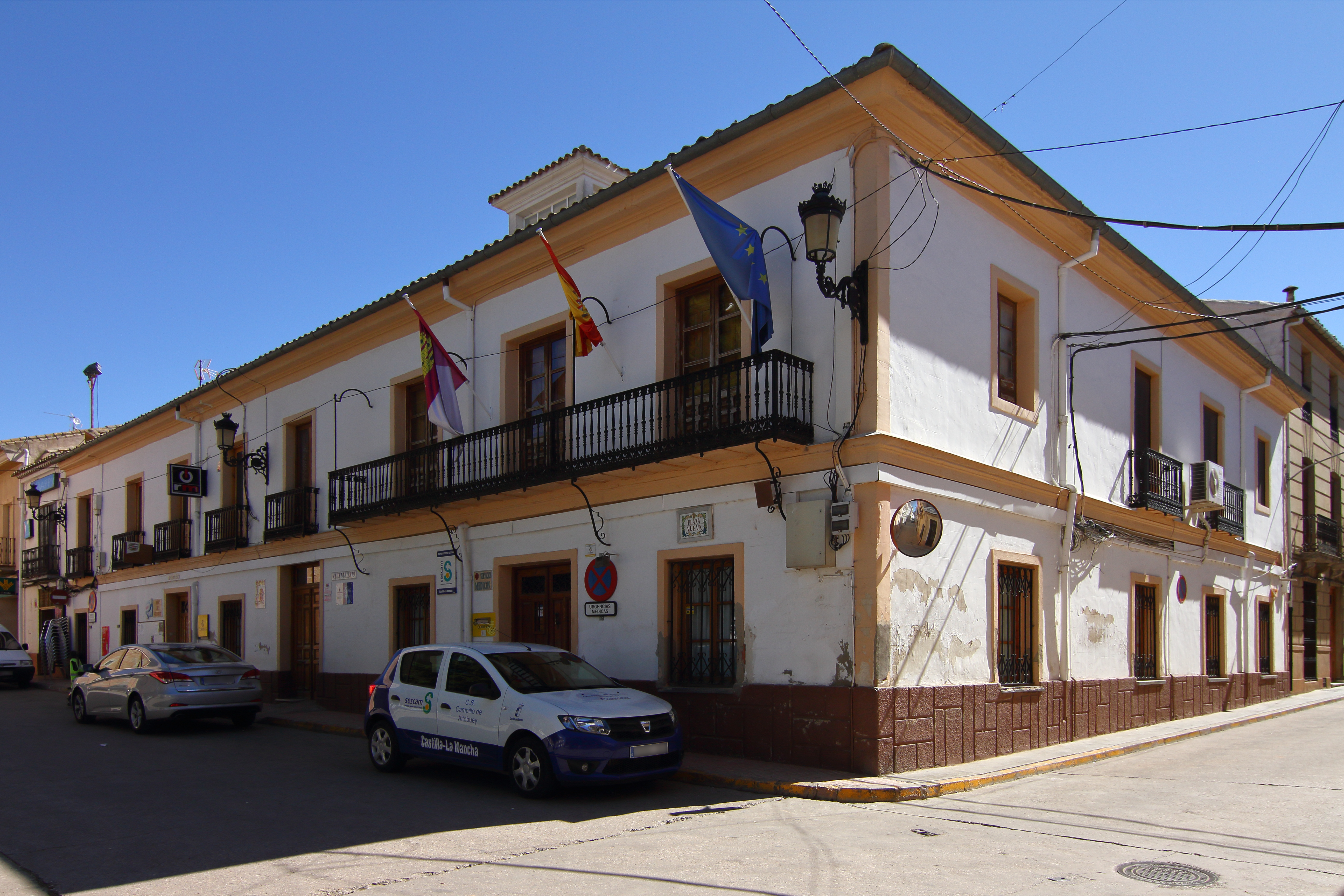
Ayuntamiento

| Periodo   | Nombre                    | Partido |
| --------- | ------------------------- | ------- |
| 1979-1983 | Andrés Saiz Coronado      | UCD     |
| 1983-1987 | Antonio Lahiguera Moragón | PSOE    |
| 1987-1991 | Antonio Lahiguera Moragón | PSOE    |
| 1991-1995 | Antonio Lahiguera Moragón | PSOE    |
| 1995-1999 | José María Millas         | PP      |
| 1999-2003 | José María Millas         | PP      |
| 2003-2007 | Francisco López López     | PSOE    |
| 2007-2011 | Francisco López López     | PSOE    |
| 2011-2015 | Francisco López López     | PSOE    |
| 2015-2019 | Francisco López López     | PSOE    |
| 2019-2023 | Francisco López López     | PSOE    |

[[2023-2027]] Francisco López López PSOE

## Historia
Campillo de Altobuey es en la actualidad un pequeño pueblo manchego, que ya no llega a los dos mil habitantes, pero históricamente ha sido una villa de realengo de cierta importancia, que casi llegó a alcanzar los cuatro mil habitantes en siglos pasados (no olvidemos que la ciudad de Ávila, por ejemplo, tenía unos cinco mil habitantes cuando está construyendo su catedral) y que de su buena situación económica y social ha quedado para testificarlo un rico patrimonio arquitectónico de carácter religioso en el que se llevaban a cabo los pertinentes ritos y tenían su sede un gran número de instituciones, cofradías y hermandades. Sorprende al visitante y al historiador no avisado hallar en esta tranquila villa de la Manchuela (o de la Mancha conquense) un gran patrimonio.

### Orígenes
La fecha de su fundación como poblado no se conoce de una manera exacta y concreta. Hay constancia de que en la zona en que actualmente se encuentra la localidad había asentamientos de tribus olcades, uno de estos asentamientos se encuentra en el cercano cerro de Santa Quiteria, en el cual se han localizado parte de sus murallas y ruinas y urnas cinerarias, cerámicas y adobes de cal con una antigüedad de alrededor de 2000 años.

### SigloXII
El lugar adquiere conciencia histórica a partir de la conquista de Cuenca por Alfonso VIII el día de San Mateo (21 de septiembre) de 1177.
El Rey Alfonso II de Aragón envió tropas al Rey castellano y en recompensa por esta ayuda Alfonso VIII otorgó tierras y posesiones a un noble aragonés apellidado Jaraba, en el lugar donde actualmente se encuentra Campillo de Altobuey. Que este noble aragonés fue el fundador de la después Villa de Campillo tenemos varias reseñas históricas. Las tierras que se entregaron por su apoyo a la conquista de la ciudad de Cuenca fueron gran parte del actual Huércemes (hoy desaparecido), el Hoyo y la casa de don Diego, donde edificó su casa señorial.
El origen del nombre de Campillo puede provenir de los vocablos Campillo (campo pequeño y Altobuey o Alta-buey, nombre que se daba a los sistemas montañosos de poca altura (bueyes: colinas) de los cuales se encuentra rodeado Campillo.

### SigloXVI
En sus anales figura también como fecha de interés histórico, la transformación de aldea en villa, título que recibió en 1537 del emperador Carlos V estando celebrando Cortes en Monzón, desvinculando a la población de la ciudad de Cuenca. Está documentado que el emperador hizo una visita a Campillo el 27 de abril de 1528 (Archivo del registro de Calatrava), según las cartas allí conservadas, el Emperador pasó un día de caza en los montes de Campillo, pernoctó una noche en la localidad y continuó viaje hacia Valencia, pernoctando al día siguiente en la Venta del Pajazo. 
Mientras perteneció al término municipal de Cuenca, regía en la localidad el Fuero de Cuenca.
Este reconocimiento fue ampliado por Felipe III al conceder los apelativos de "muy noble y leal villa".
Campillo una vez fue declarada villa independiente tenía derecho a dos alcaldes de mesta, dada la importancia que tenía la localidad puesto que por aquí pasaba el antiguo camino Real de Madrid a Valencia central, llamado Camino de las Cabrillas y la antigua calzada romana que conducía a CesarAgusta, (Zaragoza). Además tenía derecho a cobrar portazgo por salir de un puerto seco (el Pajazo).
No cabe duda de que el siglo XVI fue floreciente para estos lugares, como demuestra el elevado número de Ermitas que había.

### SigloXVIII
Durante la Guerra de Sucesión Española (1701-1713) y según relatan algunos cronistas, un pequeño contingente de caballería que al parecer eran Migueletes catalanes del Archiduque, fueron aniquilados en tierras de Campillo.
El 7 de agosto de 1706, la plaza de Cuenca que había sido sitiada y bombardeada por tropas austriacas, capituló al fin y quedó en poder de los extranjeros. Allí era esperado el Archiduque Carlos, el cual poco después emprendió viaje a Valencia, en esta marcha fue sorprendido por las tropas de Berwick y tuvo que adentrarse acompañado de su escolta hasta que llegaron a Campillo, donde tomaron descanso y se recuperaron de la fatiga.

### SigloXIX
En este siglo se desarrollaron varios acontecimientos históricos, durante la Guerra de la Independencia Española (1808-1814), una expedición francesa pasó por la localidad para sofocar el levantamiento de la ciudad de Valencia. Ésta fue enviada desde Madrid al mando de duque de Conegliano, tomo la ruta más corta que era pasando por Tarancón, Campillo y Requena.
Ya en la primera Guerra Carlista (1833-1840) tuvo lugar en Campillo una escaramuza, en el verano d13, el general Miguel López al mando de expedición Guergué se juntó en Valencia con tropas de Cabrera con el objetivo de dirigirse a Madrid.
El 18 de septiembre de 1836, una columna de dicha expedición al mando de Alaix y Palillos, marcha a Campillo de Altobuey, donde tiene lugar la batalla, ya que salieron a su encuentro las tropas de la Guardia Real que habían acampado en la población. A su mando el teniente Pozas. Se enfrentaron en la batalla del Pozo de la Moheda. En el enfrentamiento la columna carlista aniquiló a la Guardia Real.
En la tercera Guerra Carlista, sobre el 14 de enero de 1875, el brigadier Cassola al mando de dos escuadores de húsares de la Princesa persiguió a una partida carlista, que procedente de Valencia se dirigía de Campillo en dirección a Enguídanos, con el resultado de 30 carlistas muertos y 80 prisioneros heridos. Según recoge la prensa (La Época (Madrid. 1849). 15/1/1875, n.º 8.122, página 2, La Iberia (Madrid. 1868). 16/1/1875, página 3).

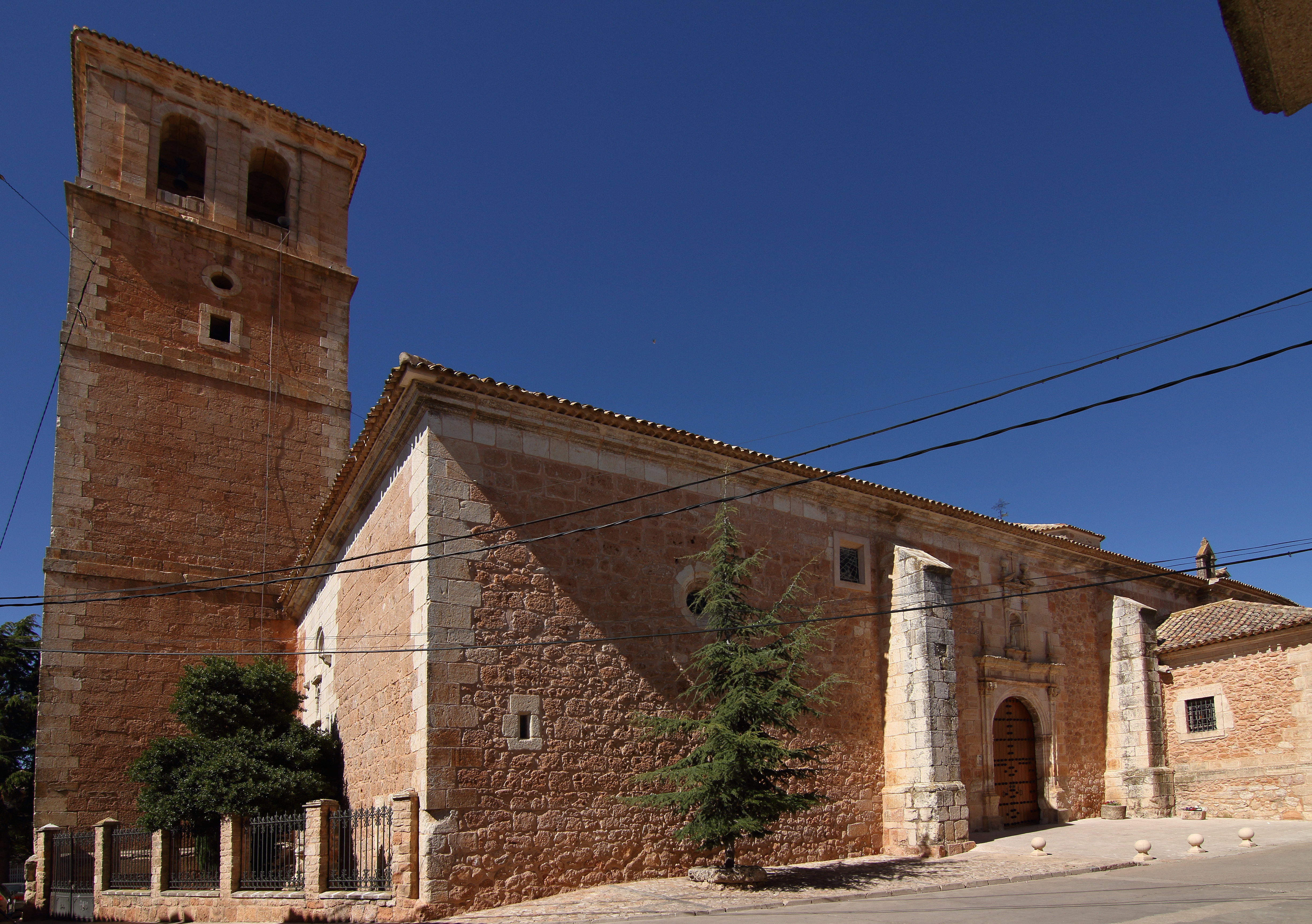
Iglesia de San Andrés

## Patrimonio
- Iglesia parroquial de San Andrés, situada en la plaza principal, es un templo columnario, con tres naves y planta de salón. Su construcción data del siglo XVI, pero en el siglo XVII se tapó el valioso artesonado original con bóvedas de cañón y se construyó una cúpula en el crucero, decorada con ricas pinturas murales. Cuenta con una torre de gran altura y cinco cuerpos.
- Antiguo convento de San Agustín y actual Santuario de la Virgen de la Loma es una de las mejores muestras del barroco de la provincia de Cuenca. Se construyó a principios del siglo XVIII, con nave de planta de cruz latina con capillas laterales, gran cúpula sobre el crucero, retablos barrocos y abundante ornamentación de follajes en muros y bóvedas. En el lugar que ocupó el claustro del convento, se construyó una Plaza de Toros tras la desamortización, que se viene utilizando hasta la actualidad. En el primer piso de la iglesia se encuentra el Museo Etnográfico de Campillo de Altobuey.[4]

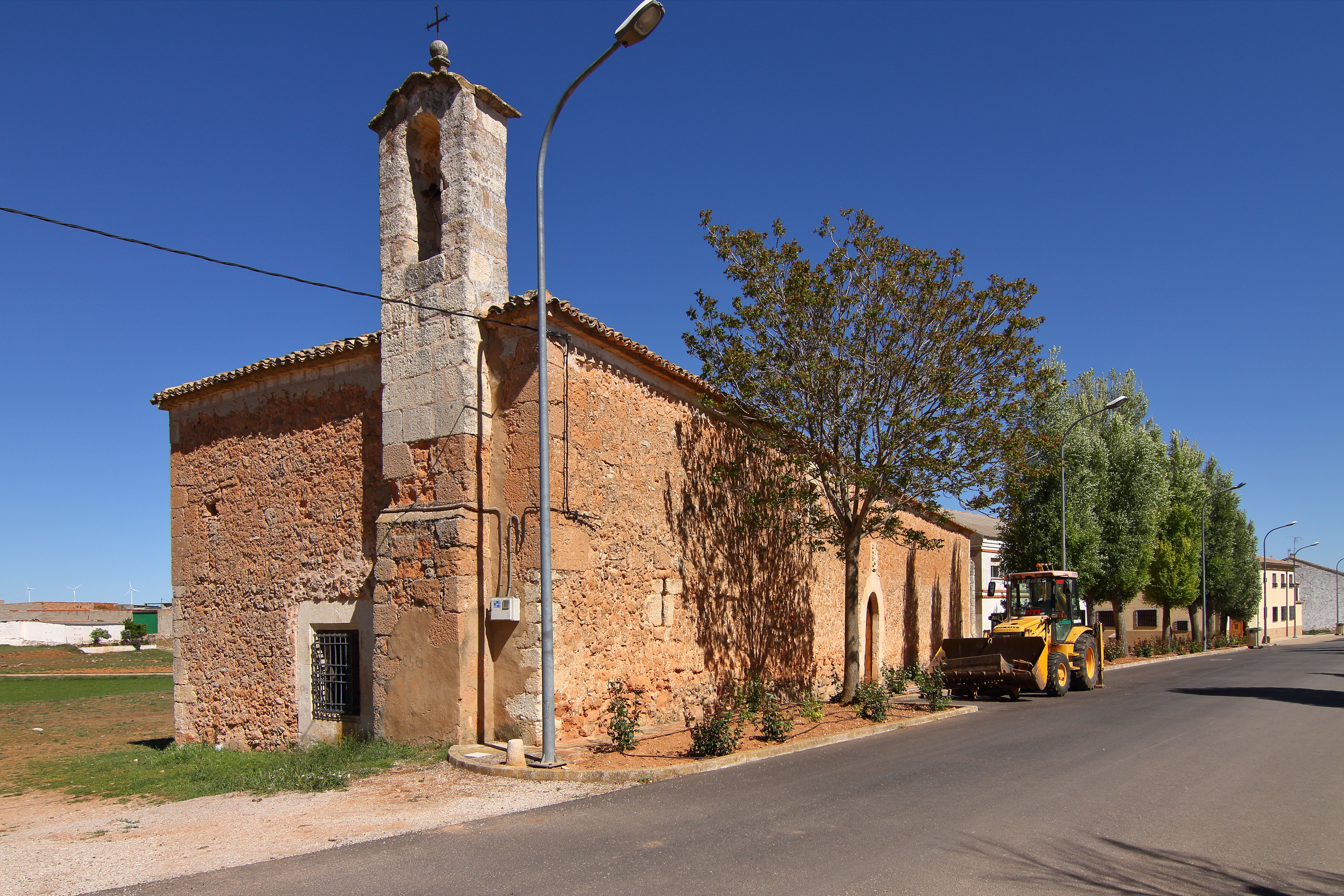
Ermita de San Roque

- Ermita de San RoqueLa ermita de la Trinidad también conocida como Padre Eterno se ubica a la salida hacia Motilla del Palancar. Es de finales del siglo XVI. La nave está cubierta por un artesonado renacentista con pinturas de Hernando de Mayorga.
- Ermita del Cristo es de un sobrio barroco siendo remarcable la portada de la ermita y el retablo interior. Adyacente se encuentra el antiguo hospital, ahora dedicado a albergar la Casa de Cultura.
- Ermita de San Roque, que probablemente date del Siglo XV.
- Es reseñable la existencia de un viejo molino de viento en los alrededores.
- Además de la riqueza monumental, Campillo cuenta con zonas de interés natural y paisajístico como son el pinar de San Isidro o el cerro de Santa Quiteria.

## Economía

### Agricultura
Se practica un policultivo de diferentes productos, como cereales, viñedos, olivo, lentejas y ajos. Campillo ha sido siempre conocido por su azafrán, y aunque ha disminuido mucho su cultivo, existe una iniciativa empresarial para comercializarlo a nivel nacional e incluso internacional. Existe la Cooperativa Agrícola San Andrés Apóstol, que cuenta con alrededor de 800 socios. Se encarga de prestar servicios a los agricultores (distribución de cereales, semillas y abonos) y también funciona como bodega de vino y almazara de aceite.

### Ganadería
Sigue existiendo el pastoreo tradicional de ovejas y cabras. También existe un Polígono ganadero que acoge desde conejos hasta avestruces.

### Industria
Se limita a una fábrica textil. En la última década se ha desarrollado un pequeño polígono industrial en la entrada del pueblo.

## Agrupaciones musicales
- Unión Musical Campillo de Altobuey[5]
- Asociación La Manchuela Baila[6]

## Fiestas
Su patrona es la Virgen de la Loma. Su día es el 8 de septiembre.
- 17 de enero: San Antón.[7]
- 15 de mayo: San Isidro Labrador.
- Del 7 al 14 de septiembre: Fiestas patronales en honor de la Virgen de la Loma. En estas fiestas, la población de Campillo de Altobuey se llega a duplicar, sobre todo por la llegada de visitantes de la Comunidad Valenciana y alrededores.